# عائشة الرازم
عائشة الخَواجا الرّازِم (13 أغسطس 1952) شاعرة وصحفية ورسامة فلسطينية - أردنية. ولدت في مخيم النويعمة بأريحا. حصلت على دبلوم عالٍ في التمريض، ودبلوم في الإدارة والسياسة من جامعة ماكسويل، ألاباما. ثم حصلت على إجازة الأدب العربي من جامعة بيروت العربية. عمل في التربية والنشر والصحافة، وهي عضو في عدد من الجمعيات والروابط والاتحادات الإنساية. لها دواوين شعرية عديدة.

## تعليمها
وُلدت عائشة الخواجا الرّازم يوم 13 أغسطس 1952/ 23 ذي القعدة 1371 في مخيم النويعمة بأريحا. تلقّت تعليمها الابتدائي في مدارس وكالة غوث وتشغيل اللاجئين الفلسطينيين بالضفة الغربية. ثم واصلت تعليمها في عمّان حتى أنهت الثانوية العامة، 1970، ثم حصلت على شهادة الدبلوم في علم التمريض من كلية الأميرة منى سنة 1972، فشهادة الدبلوم في الإدارة والسياسة من جامعة ماكسويل بولاية ألاباما الأميركية 1983، ثم شهادة الليسانس في الأدب العربي من جامعة بيروت العربية 1989. كما درَست الفن الحديث في جامعة ترينيتي، فحصلت منها على شهادة الماجستير سنة 2004، وشهادة الدكتوراه سنة 2007.

## مهنتها
نشرت أول قصيدة عمودية لها عام 1971، وهي تكتب إلى جانب الشعر، المقالات السياسية منذ 1974. فدخلت الصحافة، ونشرت مقالاتها في زاوية في الميزان بصحيفة الدستور منذ 1978 حتى 1990. واصلت نشر مقالاتها في صحيفة الرأي من 1990 حتى 2005، ورأستْ تحرير مجلة السفيرة الأردنية خلال 2002-2006.
كانت مالكة دار الخواجا للنشر والتوزيع والدراسات ومديرتها من 1990 حتى 2001، ومالكة مؤسسة الرازم للنشر والتوزيع والدراسات ومديرتها 2001-2009، ومالكة جاليري الفينيق للثقافة والفنون ومديرته خلال 2005-2009.

وفي الرسم، شاركت في العديد من المعارض التشكيلية، وعرضت أعمالها الفنية في العديد من البلدان العربية.
هي عضوة في رابطة الكتاب الأردنيين وعدد من الجمعيات والروابط والاتحادات الإنسانية التي ترعى الصم والبكم والمعوقين. رشحت نفسها في الانتخابات النيابية الأولى في الأردن ولكنها لم تحصل على الأصوات الكافية لفوزها.

## جوائزها وتكريمها
- 2007: سميت أحد شوارع مدينة دتشا التركية باسمها.[8]
- 4 يناير 2016: قامت مؤسسة سيدة الأرض باختيارها شخصية العام 2015 في الأردن.[9]

## مؤلفاتها
من دواوينها الشعرية:
- عرس الشهيد، 1982
- القلب الخداج، 1984
- صلوات على تراب الوطن، 1986
- حسن الفلسطيني وثورة الحجارة، 1988
- الأردن في الفكر والوجدان، 1990
- ناجي العلي يطرق أبوابنا، 1993
- الأعمال الشعرية الكاملة، 1996
- طواف الروح، 2006
- قصائد لبلادي والصقور، 2006

ولها أيضًا:
- الأسير، قصص، 1985
- حوارية سميح القاسم: دراسة سياسية لشخصية مناضل، نقد وذكريات، 1990
- إلى فلسطين، قصص،1991

## وصلات خارجية
- في موقع الأرشيف المجلات
- في بوابة الشعراء